# جورج مور (كاتب)
جورج مور (بالإنجليزية: George Moore) (و. 1852 – 1933 م) هو شاعر، وكاتب، وكاتب سيناريو، وروائي، من جمهورية أيرلندا، توفي في بيملكو، عن عمر يناهز 81 عاماً.

## التعليم
تعلم في أكاديمية جوليان.

## وصلات خارجية
- جورج مور على موقع IMDb (الإنجليزية)
- جورج مور على موقع الموسوعة البريطانية (الإنجليزية)
- جورج مور على موقع ألو سيني (الفرنسية)
- جورج مور على موقع أول موفي (الإنجليزية)
- جورج مور على موقع قاعدة بيانات الأفلام السويدية (السويدية)
- جورج مور على موقع إن إن دي بي (الإنجليزية)
- جورج مور على موقع كينوبويسك (الروسية)